# Тиквешка котлина
Тиквешка котлина део је композитне долине Вардара између Велешке клисуре на северу и Демир Капије на југу. Налази се на територији Северне Македоније, у средњем Повардарју, са обе стране Вардара и око ушћа његових већих притока - Брегалнице, Црне реке и Бошавице. Она је једна од највећих котлина у Македонији са површином од 2 518 km2. 
Надморске висине у котлини крећу се од 100 до 2 166 m. Издуженог је облика, дугачка 50 кm а широка 40 кm. Формирана је тектонским покретима у Неогену, а касније и деловањем древног Тиквешког језера.
Котлину карактеришу равни и таласасти терени. Равни део котлине, чије су најчешће надморске висине од 75 до 200 m, захвата површину од око 350 km2. 
Ограничена је планинама различите висине. Са западне стране ограничавају је планине Кожуф, Козјак, Дрен и Клепа а са источне стране границу котлине представљају река Иланџа, Конечка планина, Градешка планина и планина Плавуш. 
Због свог великог пространства котлина никада није представљала једну управно-административну целину.
У котлини је смештена позната културно-историјска област Тиквешија.
У њој се налазе 4 градска насеља и привредна центра - Кавадарци, Неготино, Демир Капија и Градско. Ова насеља развила су се услед њене знатне величине и саобраћајне полицентричности. Саобраћајне линије укрштају се у више тачака па је ова област, и у ранијим историјским епохама, истовремено имала по неколико градских насеља као што су Стоби, Антигона, Тиквеш , Просек и др.